# PTOV1
PTOV1‏ (Prostate tumor overexpressed 1) هوَ بروتين يُشَفر بواسطة جين PTOV1 في الإنسان.